# Nicole Horn
Pour les articles homonymes, voir Horn.
Nicole Delyse Horn, née le 3 juin 1988, est une nageuse zimbabwéenne.

## Carrière
Nicole Horn obtient aux Jeux africains de 2011 à Maputo cinq médailles d'argent, sur 50 et 100 mètres nage libre et aux relais 4 x 100 mètres nage libre, 4 x 200 mètres nage libre et 4 x 100 mètres quatre nages.